# Amos Garrett
Amos Garrett (* 26. November 1941 in Detroit, Michigan, USA) ist ein US-amerikanisch-kanadischer Blues- und Jazzmusiker (Gitarre, Gesang, Komposition).

## Biografie
Garrett wurde 1941 in Detroit geboren. Mit fünf Jahren zog er nach Toronto in Kanada. Er besitzt die doppelte Staatsbürgerschaft der Vereinigten Staaten und Kanadas. Er hatte Unterricht in Klavier und Posaune am Royal Conservatory of Music of Toronto.
Mit zwölf Jahren zog Garrett nach Montreal, wo er mit vierzehn Jahren begann, Gitarre zu spielen. Im dortigen Esquire Club konnte er Musiker wie Ben E. King, T-Bone Walker, Fats Domino und B. B. King beobachten. Nach seinem Studium der englischen Literatur am Wabash College entschied er sich für eine Musikkarriere und zog 1962 zurück nach Toronto.
Er spielte in verschiedenen Formationen und als Sessionmusiker unter anderem 1968 für das Album Pottery Pie von Geoff und Maria Muldaur. 1968 war er Gründungsmitglied der Country-Rock-Band Great Speckled Bird, Begleitband von Ian und Sylvia Tyson, die 1970 am Festival Express teilnahmen.
Garrett zog 1970 nach Woodstock, um in der Band von Geoff und Maria Muldaur zu spielen. Er musizierte mit Künstlern, die bei Albert Grossmans Bearsville Records unter Vertrag standen, darunter Bobby Charles, Todd Rundgren und Jesse Winchester, sowie als Mitglied von Paul Butterfields Band Better Days. Garrett spielte auch Posaune bei zwei Liedern für Jerry Garcias zweites Soloalbum Compliments (1974) und das Gitarrensolo auf Maria Muldaurs Hitsingle Midnight at the Oasis, die im Juni 1974 Platz 6 der Billboard-Charts erreichte.
Nachdem er zwei Jahre in Boston gelebt hatte, zog Garrett 1976 nach San Francisco, um sich der Arbeit als Session-Musiker zu widmen. Dort blieb er bis 1978 Mitglied und Bandleader von Maria Muldaurs Gruppe, tourte durch die R&B-Szene Nordamerikas und machte mit mehr als 150 Künstlern Aufnahmen, darunter Rodney Crowell, Emmylou Harris, Anne Murray und Bonnie Raitt.
1980 veröffentlichte Garrett beim kanadischen Label Stony Plain Records sein erstes Soloalbum Go Cat Go, dem 1982 Amosbehavin folgte. Etwa zu dieser Zeit gründete er seine Begleitband, das Eh Team. 1988 brachte er mit Doug Sahm und dem Pianisten Gene Taylor das Album The Return of the Formerly Brothers heraus, das bei den Juno Awards 1989 in der Kategorie „Best Roots and Traditional Album“ ausgezeichnet wurde. Ein nachfolgendes Live-Album, Live in Japan, wurde 1990 bei Auftritten von Garrett, Sahm und Taylor in Clubs und Konzertsälen in Tokio, Osaka und Kyoto aufgenommen.
1989 zog Garrett nach Turner Valley in Alberta. In diesem Jahr erschien auch das Album I Make My Home in My Shoes, das seiner Kindheit Tribut zollte.
Garrett war mehrfach Bandleader der Festival House Band des Edmonton Folk Music Festivals.  Garretts Album Third Man In, das er 1991/1992 aufnahm, war eine Sammlung von Coverversionen und Originalen.
1996 erschien das Album Off the Floor Live mit dem Eh Team. The Cold Club (1996) war eine Zusammenarbeit mit Oscar Lopez, David Wilkie, Karl Roth und Ron Casat. Sein 2004 veröffentlichtes Amos Garrett’s Acoustic Album wurde 2005 für den Juno Award als „Roots & Traditional Album of the Year: Solo“ 2005 nominiert. Das nächste Album Get Way Back: A Tribute to Percy Mayfield (2008) erhielt 2009 eine Nominierung für den Juno Award als Blues-Album des Jahres. 2015 kam sein Album Guitar Heros auf den Markt.